# Calyptranthes venulosa
Calyptranthes venulosa är en myrtenväxtart som beskrevs av Cyrus Longworth Lundell. Calyptranthes venulosa ingår i släktet Calyptranthes och familjen myrtenväxter. Inga underarter finns listade i Catalogue of Life.